# Kloster Buxheim
Kloster Buxheim  ist ein ehemaliges Kloster der Kartäuser und heute eine Niederlassung der Salesianer Don Boscos. Es liegt im oberschwäbischen Buxheim bei Memmingen in Bayern und gehört zur Diözese Augsburg. Das Kloster wurde vermutlich um 1100 als Kollegiatstift gegründet, 1402 an die Kartäuser gegeben und bis 1812 als Haus Maria Saal unterhalten. Ab 1548 war es als „Reichskartause“ Reichsstift des Heiligen Römischen Reichs.
Heute werden Teile des Klosters vom Deutschen Kartausenmuseum, von den Salesianern Don Boscos sowie vom angrenzenden Gymnasium als Internat und Tagesheim genutzt. Die Klostergebäude sind weitestgehend erhalten, weshalb Buxheim als besterhaltenes Kartäuserkloster Deutschlands gilt. Das Buxheimer Chorgestühl in der Klosterkirche ist eines der ausdrucksstärksten Chorgestühle des Barocks.

## Geschichte

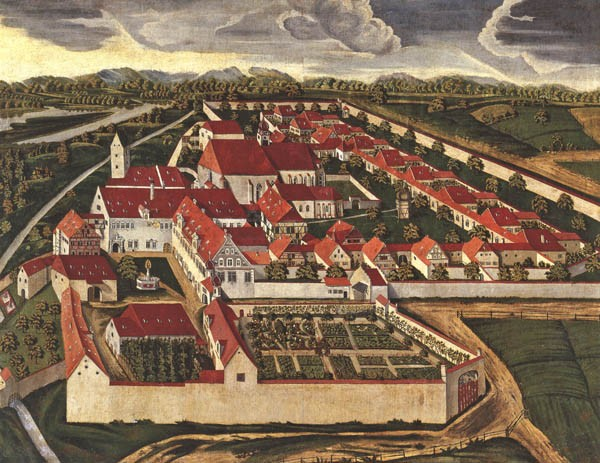
Reichskartause Buxheim um 1690

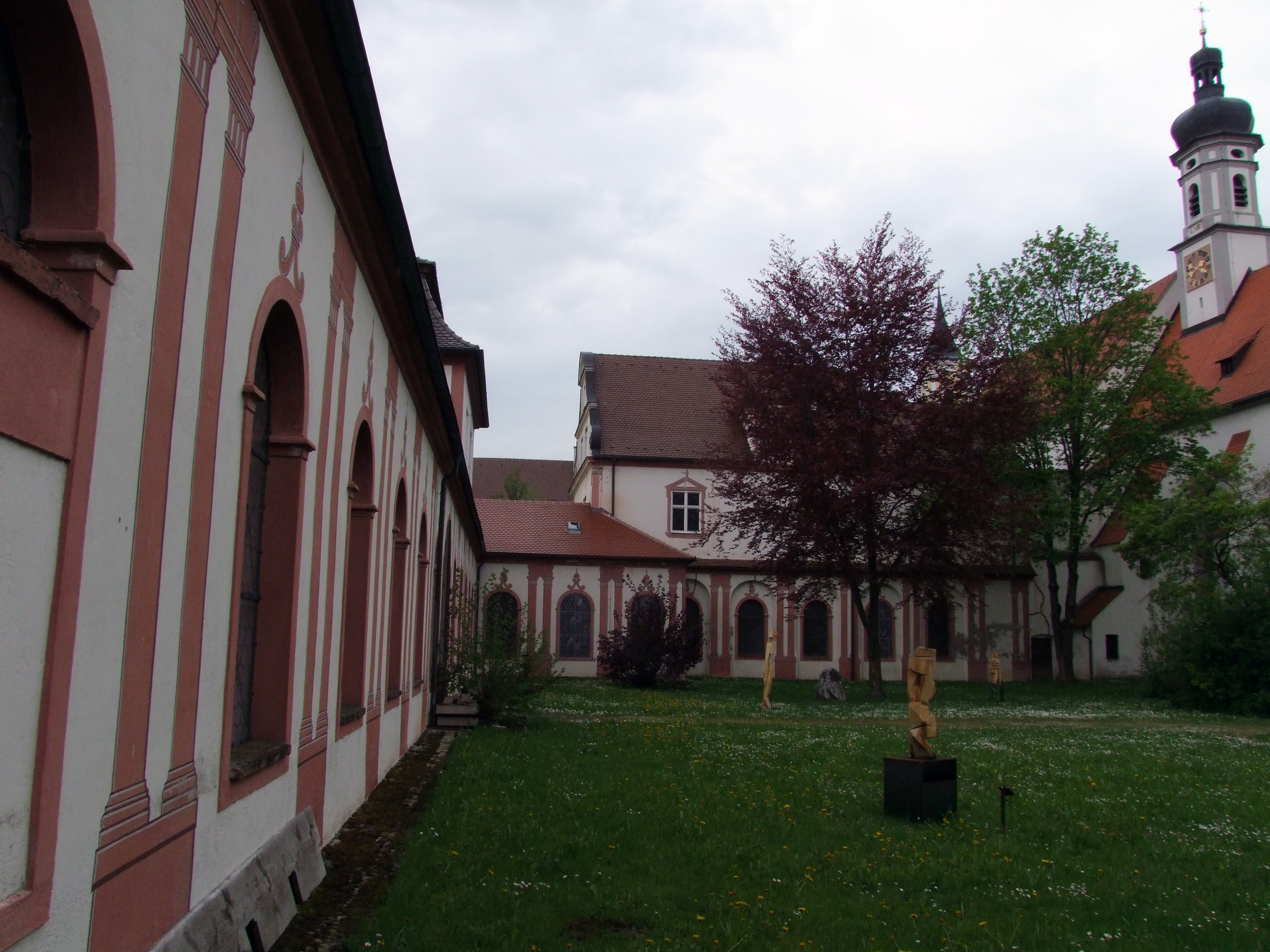
Klosterhof

Der Ort wurde im 7. Jahrhundert n. Chr. von Alemannen gegründet. Sie benannten ihre Wohnstätte nach dem Bach mit dem keltischen Namen Bux, der die Iller speist. Im 10. Jahrhundert schenkte eine Luitgard, vermutlich die Schwester des Bischofs Ulrich, den Ort der Augsburger Domkirche. Die Schenkung war mit der Auflage verbunden, in Buxheim ein Chorherrenstift für Weltgeistliche zu gründen. Dieses nahm unter einem Stiftspropst um 1100 seinen Dienst auf. 1402 übergaben Propst Heinrich von Ellerbach und der Augsburger Bischof die ärmliche Propstei, die am Rande des Existenzminimums stand, an die Kartäuser, die zunächst sechs und später 21 Zellen für Kartäuser einrichteten, die aus der Kartause Christgarten nach Buxheim kamen. Die Grande Chartreuse, das Mutterkloster mit dem Sitz der Ordensleitung, inkorporierte 1406 die Kartause Buxheim in den Orden und gab ihr den Namen Domus Aulae Mariae – Haus Maria Saal. Ihren Schutz übernahm die Reichsstadt Memmingen. Zum Herrschaftsbereich der Kartause gehörte die Bauernsiedlung Buxheim mit ihren etwa 250 Einwohnern. Das Kloster wurde mit seinen Besitzungen zum wichtigsten Arbeitgeber für die Bevölkerung. In den Wirren des Bauernkrieges (1524/25) mussten die Klosterbewohner die erste Plünderung ihres sonst streng von der Außenwelt abgeschnittenen Refugiums erfahren und fliehen. Nur noch zwei Mönche und zwei Laienbrüder lebten im Jahr 1543 in der weitläufigen Klosteranlage.

### Protestantismus
Das Kloster stand zunächst unter dem Schutz der Reichsstadt Memmingen. Gemeinsam mit dem Prior von Buxheim hatte die Stadt Memmingen die Niedere Gerichtsbarkeit inne. Im Zuge des Schmalkaldischen Krieges besetzte 1546 die protestantisch gewordene Reichsstadt Memmingen das Kloster und untersagte die katholische Messfeier, das Chorgebet und das Tragen von Ordenskleidung. Als weitere Zwangsmaßnahme wurden die Kartäuser zum Hören protestantischer Predigten verpflichtet. Doch schon im folgenden Jahr wurde die Stadt gezwungen, ihre ordensfeindlichen Anordnungen aufzuheben. Auf dem sogenannten Geharnischten Reichstag zu Augsburg 1548 erreichte der Prior des Klosters, Dietrich Loher, den Abzug der Memminger und den Rang eines reichsunmittelbaren Prälaten, womit das Kloster zur Reichskartause avancierte. Memmingen verlor damit die Schutz- und Schirmgerechtigkeit über das Kloster. König Ferdinand stellte das Kloster nun unter den Schutz des Hauses Habsburg und des Heiligen Römischen Reiches. Somit gehörte das Kloster in der Frühen Neuzeit zum Schwäbischen Reichskreis. Bald wurde Buxheim zum Musterkloster des Ordens mit großer Bibliothek, einer der größten Inkunabelsammlungen sowie einem bedeutenden Münzkabinett.

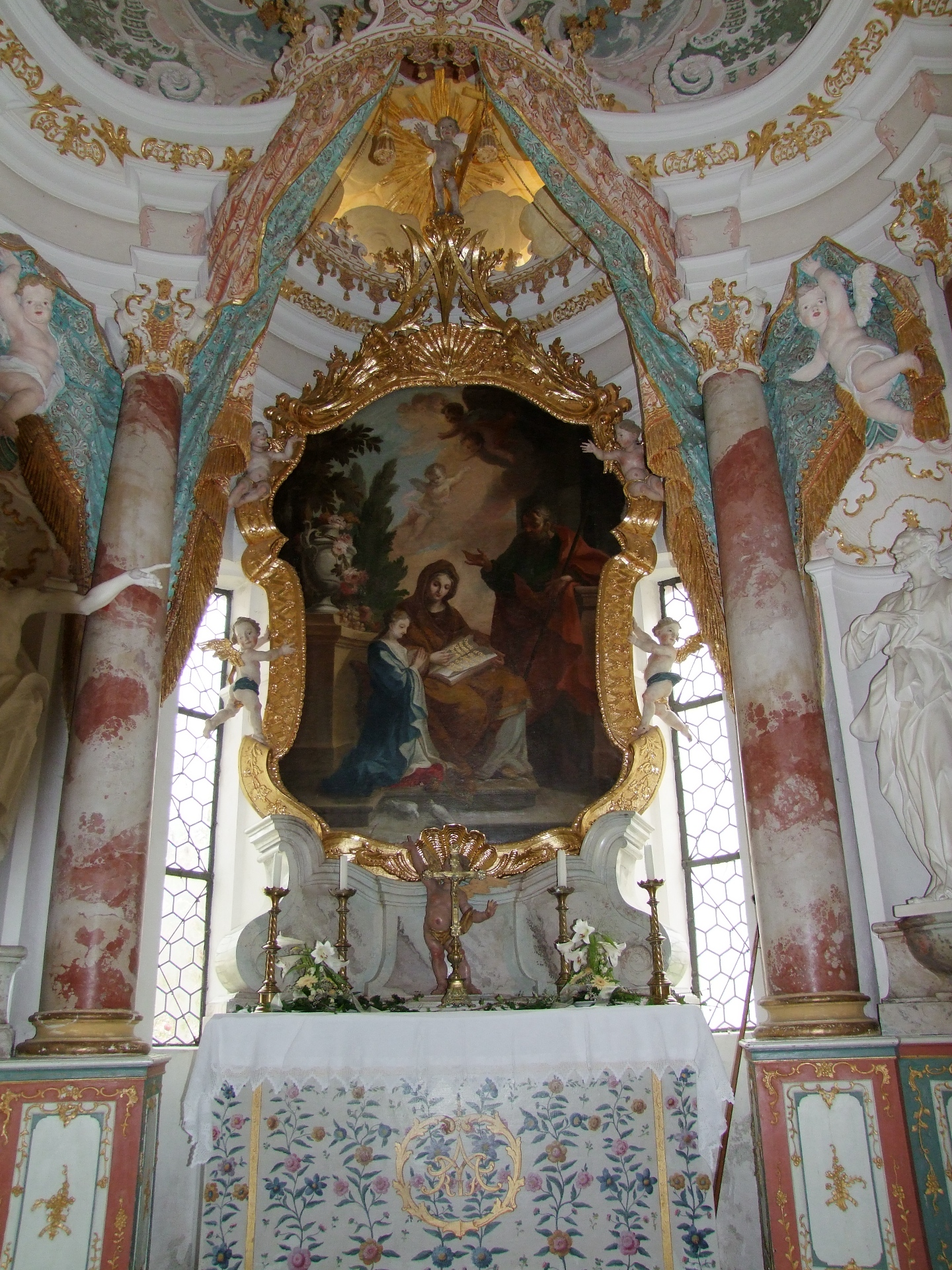
St.-Anna-Kapelle des Dominikus Zimmermann, auch Kleine Wies genannt

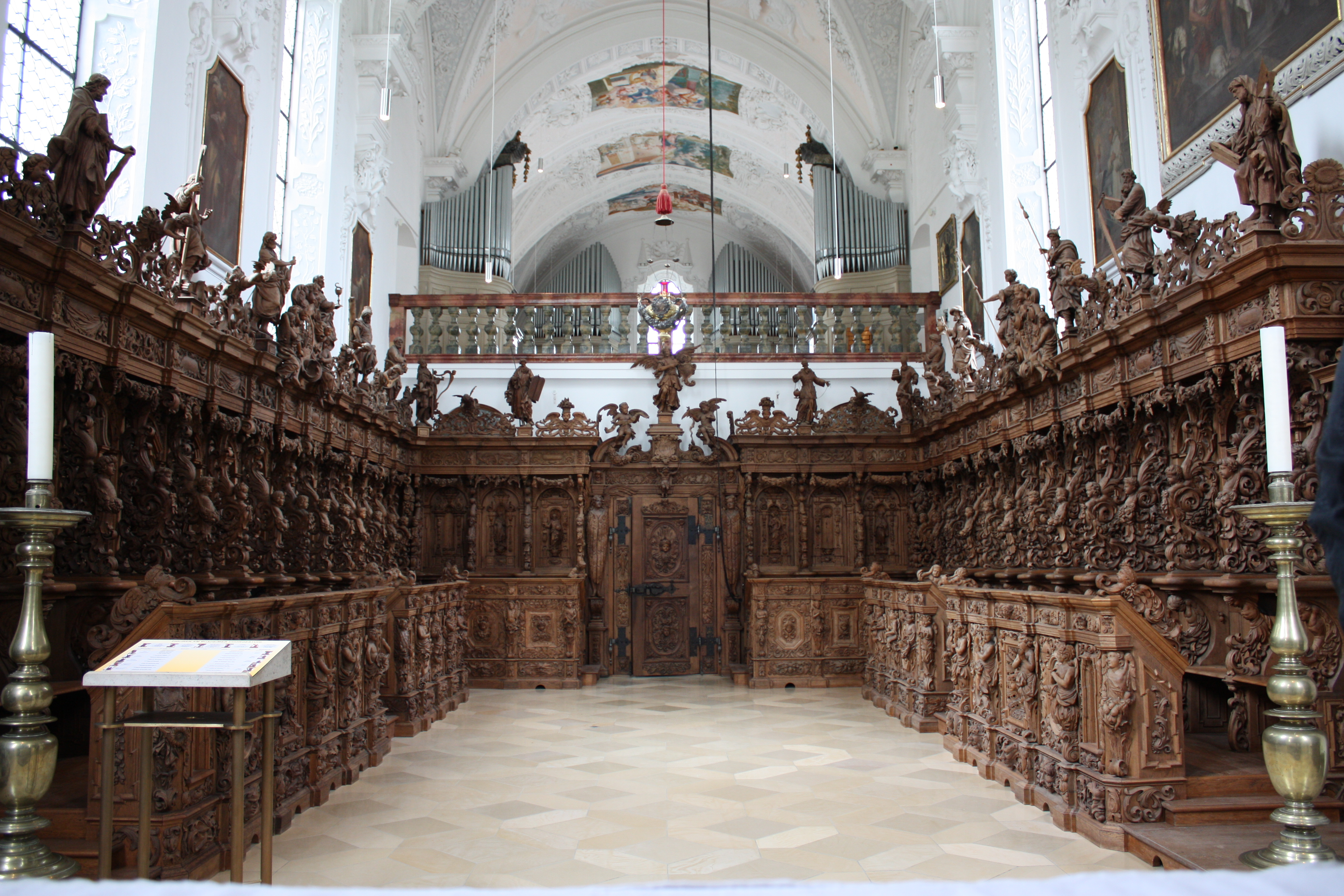
Das Buxheimer Chorgestühl

### Säkularisation
Buxheim war bis zur Säkularisation 1802/03 die einzige „Reichskartause“. 1803 kam die Kartause an den Grafen von Ostein, der den Konvent bestehen ließ, jedoch wurden keine Novizen mehr aufgenommen. Der letzte Mönch starb 1860. Das Kloster fiel 1809 durch Erbschaft an den Grafen Waldbott von Bassenheim, der die Anlage ab 1812 als Schloss nutzte. Sein Sohn Graf Hugo Waldbott, ein bekannter Bankrotteur, ließ 1883 das kunsthistorisch berühmte Buxheimer Chorgestühl nach England versteigern. (1979 gelang der Rückkauf für die Buxheimer Klosterkirche durch die öffentliche Hand.) 1887 verkaufte der Graf die Bestände und das Mobiliar der Bibliothek des Klosters Buxheim. Seine Erben verkauften 1916 die ehemalige Klosterkirche und die Klostergebäude mit dem verbliebenen Grund und Boden an das Königreich Bayern. 1925 verkauften sie dann noch das Archiv, die Paramente, das liturgische Gerät und die umfangreiche Gemäldesammlung dem Kloster Ottobeuren.
1926 kam die Abtei in den Besitz der Salesianer. Während des Zweiten Weltkriegs wurde ein Teil des Klosters vom Stab des NSDAP-Reichsleiters Alfred Rosenberg genutzt; auch Beutekunst wurde dort deponiert. 1947 eröffneten die Salesianer ein Internat, das Marianum, das 1964 in ein Gymnasium umgewandelt wurde.

## Beschreibung

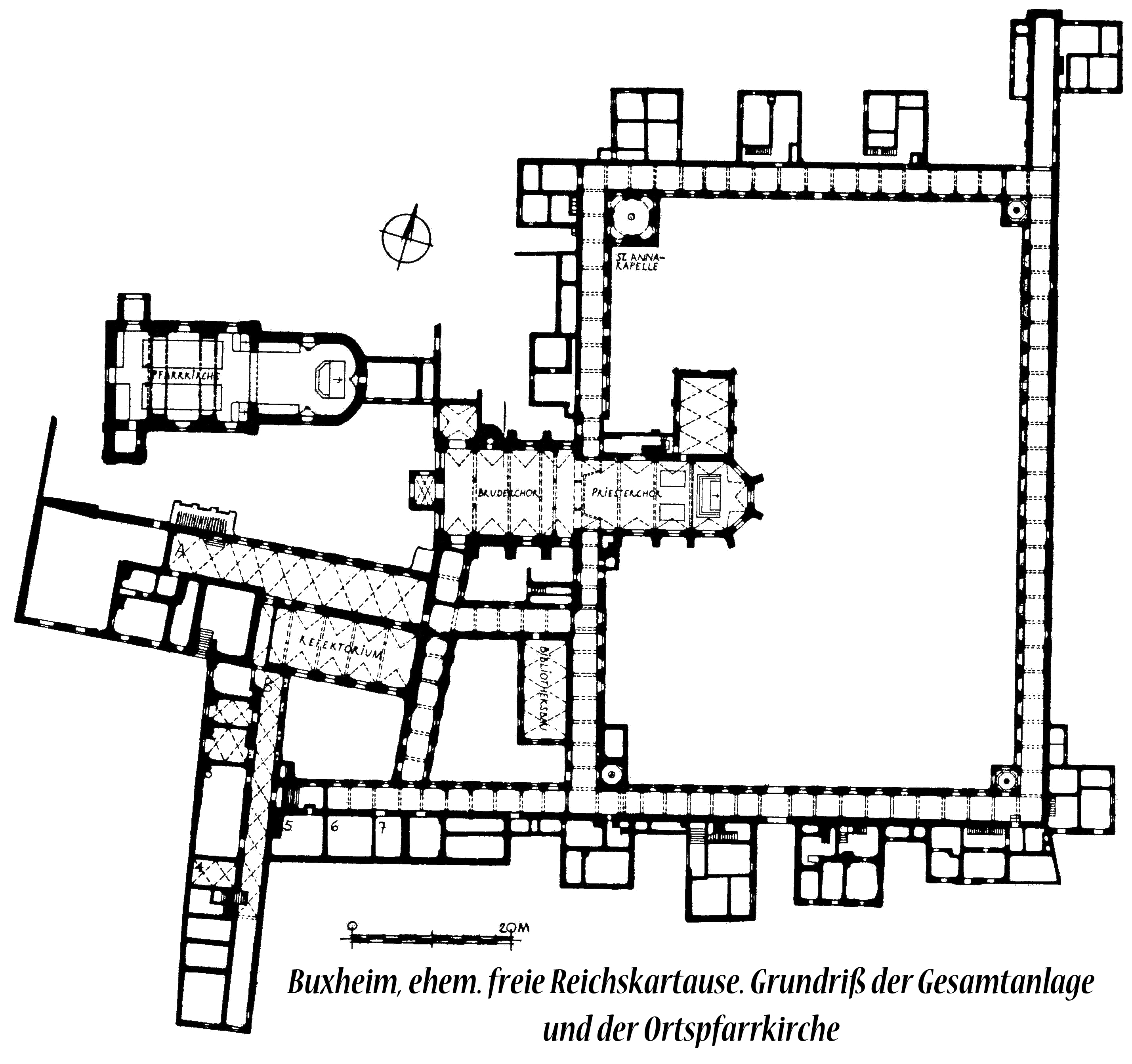
Heutiger Grundriss

### Klosteranlage
Nach der Übernahme durch die Kartäuser entwickelte sich die wirtschaftliche Situation gut, Mitte des 15. Jahrhunderts wurde die alte Kollegiatkirche erweitert, bis 1516 entstanden zweiundzwanzig Mönchshäuschen entlang des Kreuzganges. Teile der mittelalterlichen Klosteranlage wurden im 18. Jahrhundert durch die Gebrüder Zimmermann aus Wessobrunn im Stil des Barock und Rokoko umgestaltet. Dominikus und Johann Baptist Zimmermann gestalteten bis 1713 die Klosterkirche, das Refektorium und den Kreuzgang, 1727 die Pfarrkirche neben der Klosteranlage sowie zwischen 1738 und 1741 die St. Anna-Kapelle im Kreuzgang des Klosters. Zum Kloster gehörten mehrere Wirtschaftsgebäude und Fischteiche.

### Klosterkirche
Die Klosterkirche St. Maria ist eine barocke Saalkirche. Der Priesterchor wurde vermutlich im 13. Jahrhundert erbaut, der Brüderchor 1450 angebaut. Der größte Kirchenschatz ist das barocke Chorgestühl, das Ignaz Waibl in den Jahren von 1687 bis 1691 (oder 1684–1700) schuf, das im Zug der letzten umfassenden Restaurierung aus England zurückgebracht werden konnte. Zwischen 1709 und 1711 wurde die Barockisierung vorangetrieben, wobei die Gebrüder Zimmermann die Aufträge erhielten und ausführten. Nach der Säkularisation diente der Priesterchor den Grafen von Bassenheim als Grabkirche. Das Königreich Bayern erwarb 1916 das Kirchengebäude. Die Salesianer Don Boscos erhielten 1955 das Nutzungsrecht und begannen mit umfangreichen Umbauten in der Kirche. Mit der Rückkehr des Chorgestühls begannen in den 1980er Jahren die Restaurierungsmaßnahmen.

## Territorium der Reichskartause
Zum Herrschaftsgebiet des Reichskartäuserklosters Buxheim zählten drei Dörfer und drei Weiler, somit gehörte das Kloster in der Frühen Neuzeit zum Schwäbischen Reichskreis. Es gehörten zum Territorium etwa die Ansiedlungen Buxheim, Westerhart und Pleß.

## Rektoren und Prioren der Kartause

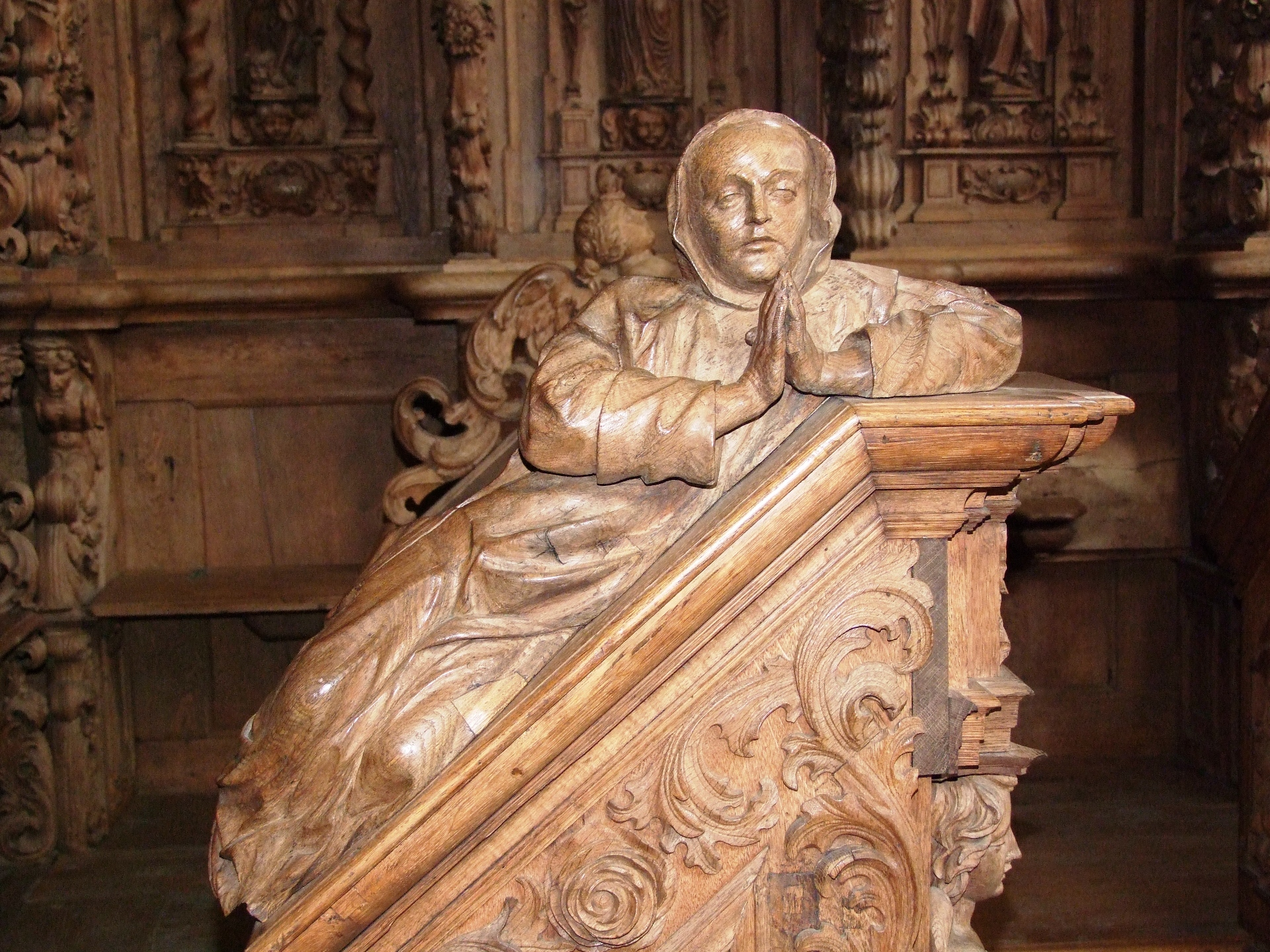
Betender Kartäuser im barocken Chorgestühl von Ignaz Waibl

- 1403–1406 Ludovicus Verwig, Gründungsrektor
- 1406–1410 Ludovicus Verwig, Prior
- 1410–1413 Joannes
- 1413–1423 Martinus
- 1423–1427 Fridericus
- 1427–1436 Michael Hartritt aus Augsburg
- 1436–1439 Nicolaus aus Giengen an der Brenz (erste Amtszeit)
- 1439–1442 Albert (Humel) Harhusen
- 1442–1465 Nicolaus aus Giengen an der Brenz (zweite Amtszeit)
- 1465–1467 Joannes Rock aus Rottenburg
- 1467–1470 Bartholomaeus
- 1470–1471 Guntherus Molitor aus Urach
- 1471–1477 Joannes Egen aus Weingarten
- 1477–1481 Michael Schreppler
- 1481–1486 Udalricus Eckardt
- 1486–1489 Jodocus Wiedenmann aus Memmingen (erste Amtszeit)
- 1489–1492 Petrus Luz
- 1492–1494 Jodocus Wiedenmann aus Memmingen (zweite Amtszeit)
- 1495 Joannes Mickel aus Augsburg
- 1495–1497 Joannes Fabri
- 1497–1499 Henricus Gans aus Winterthur
- 1499–1500 Balthasar Brügel aus Nördlingen
- 1500–1501 Joannes Mosch
- 1501–1502 Gregorius Reisch aus Balingen
- 1502–1507 Jacobus Louber (Lauber) aus Lindau
- 1507–1510 Benedictus Eichel
- 1510–1516 Conradus Franckenberger aus Fritzlar
- 1516–1535 Gregorius Mentelin
- 1535 Sebastianus Keger, Rektor
- 1535–1543 Thilemannus Mosenus
- 1543–1554 Dietrich Loher
- 1554–1555 Gerardus Bonn (Bohen) aus Roermond
- 1555–1556 Georgius Eberhardi aus Heusenstamm
- 1556–1557 Franciscus Hernich, Rektor (erste Amtszeit)
- 1557–1558 Leonardus Fabri (Faber, Schmitt)
- 1558–1559 Franciscus Hernich, Rektor (zweite Amtszeit)
- 1559–1564 Joannes Rolandus aus Aalst
- 1564–1572 Franciscus Hernich, Prior (dritte Amtszeit)
- 1571–1572 Adamus Forman aus Schottland, nomineller Prior
- 1572–1575 Hugo Wilhelmus Tryphaeus (Bletz) (erste Amtszeit)
- 1575–1585 Casparus Schliederer von Lachen
- 1585–1588 Lucas Pomisius
- 1588 Melchior Stich aus Altdorf, Rektor
- 1588–1600 Hugo Wilhelmus Tryphaeus (Bletz) (zweite Amtszeit)
- 1600–1606 Hugo Theveninus Edler von Bar aus Saint-Dié
- 1606–1610 Benedictus Strambacher aus Wallerstein
- 1610–1628 Bernardus Klump aus Überlingen
- 1628–1666  Petrus Kalt aus Konstanz
- 1666–1677 Petrus von Schneit aus Köln
- 1677–1678 Laurentius  Fendrich aus Molsheim
- 1678–1693 Joannes Bilstein aus Köln
- 1693–1711 Georgius  Gottsauer
- 1711–1721 Petrus Leickard aus Würzburg
- 1721–1743 Georgius Stock  aus Hainert
- 1743–1760 Hieronymus Krafft von Delmensingen
- 1760–1806 Hieronymus  Pfeiffer aus Binsfeld
- 1806–1811 Petrus Lipburger aus Andelsbuch
- 1811–1812 Romualdus  Geiger aus Ottobeuren, Vorsteher